# Тигринья
Тигринья, тиграй (тигр. ትግርኛ) — ефіопосемітська мова, що виникла з давньоефіопської мови ґеез, мова народу тиграї.
Між 1952 і 1958 нарівні з арабською була офіційною мовою в Еритреї. Сьогодні є основною робочою мовою в Еритреї й офіційною мовою в ефіопській провінції Тиграй.
Всього кількість носіїв мови тигринья оцінюється в дев'ять мільйонів осіб, з яких сім мільйонів живуть у Тиграй і два мільйони в Еритреї. Остаточний процес набуття писемності відбувся лише в кінці 1930-х на основі давньої писемності ґеез.
Перші рукописи на тигриньї відомі, однак, ще з початку XIX століття. Перша література цією мови виникла з перекладів Біблії на Тигринью, зроблених в 1860-х роках.
Тигринья є також назвою етнічної групи в Еритреї, що говорить на тигриньї і належить до однієї з дев'яти офіційно визнаних етнічних груп у країні. Носії мови, які живуть в Ефіопії, називаються тиграй. Сама назва мови походить від провінції Тиграй.
Раніше її називали словом габеша, з якою етимологічно пов'язана стара назва Ефіопії Абісинія. Тигринью не варто плутати з семітською мовою тигре, яка теж розповсюджена в Еритреї, а також в Судані.